# Czas wielkiej próby
Czas wielkiej próby – polski film dokumentalny z 1993 w reżyserii Wandy Rollny, będący zapisem martyrologii polskiego duchowieństwa w czasie II wojny światowej.
Film opowiada historię prześladowania i eksterminacji duchowieństwa w hitlerowskim obozie koncentracyjnym Dachau na podstawie relacji naocznego świadka abpa Kazimierza Majdańskiego. Jednym z bohaterów dokumentu jest  Sługa Boży ks. Franciszek Bryja.
Dokument zalecany jest przez  Ministra Edukacji Narodowej jako materiał edukacyjny z historii i wiedzy o społeczeństwie.